# Leucopeza semperi
La parula di Semper (Leucopeza semperi P. L. Sclater, 1876) è un parulide estremamente raro o possibilmente estinto endemico di Saint Lucia, un'isola delle Piccole Antille.
Il nome comune e quello binomiale latino commemorano il Reverendo John E. Semper, un ornitologo amatoriale vissuto a Santa Lucia.

## Descrizione
Questa specie misurava circa 14,5 cm di lunghezza. Il piumaggio degli adulti era grigio scuro sulle regioni superiori e bianco-grigiastro su quelle inferiori; le lunghe zampe erano color giallo chiaro. Gli esemplari immaturi avevano le regioni superiori grigio-brunastre e quelle inferiori color camoscio. Viveva nel sottobosco delle foreste montane e delle foreste pigmee. Il richiamo consisteva in un rumoroso tuck-tick-tick-tuck. Non conosciamo nulla riguardo alla sua ecologia, ma probabilmente nidificava al suolo.

## Conservazione
Nel XIX secolo era piuttosto numerosa, ma nel XX secolo sono state registrate solo poche segnalazioni della presenza di questa specie. Secondo l'ornitologo delle Indie Occidentali James Bond, l'ultimo esemplare venne catturato sulla cima del Piton Flores nel 1934, mentre un altro esemplare venne avvistato nel marzo 1947 tra il Piton Lacombe e il Piton Canaries. L'ultimo avvistamento confermato risale al 1961. Malgrado i successivi avvistamenti del 1965, 1972, 1989, 1995 e 2003 non siano stati confermati, vi è ancora una debole speranza che la specie sopravviva tuttora, in quanto l'ambiente in cui viveva è rimasto ancora in gran parte incontaminato. Una delle cause del suo declino è stata probabilmente l'introduzione delle manguste. In quanto tale specie probabilmente nidificava al suolo, essa sarebbe stata una facile preda per questi carnivori. Un'altra causa potrebbe essere stata la distruzione dell'habitat.